# Malattia mano-piede-bocca
La malattia mano-piede-bocca (MMPB, HFMD Hand foot and mouth disease) è una sindrome causata da virus intestinali della famiglia dei Picornaviridae. I ceppi più comuni che causano MMPB sono il Coxsackie A virus A16 e enterovirus 71 (EV-71), ma possono anche essere causati da altri ceppi di Coxsackie virus o Enterovirus.
Colpisce prevalentemente i neonati e i bambini, ed è altamente contagiosa. Si diffonde attraverso il contatto diretto con muco, saliva, o feci di una persona infetta, ed è comune la presenza di piccole epidemie in scuole dell'infanzia. Il periodo di incubazione è solitamente di 3–6 giorni.

## Epidemiologia
La malattia mano-piede-bocca più comunemente affligge i bambini di età inferiore ai 10 anni. La malattia può però essere trasmessa ad adolescenti e adulti che possono palesare sintomi più lievi o non mostrare alcun segno della sua presenza o anche, come succede per altre malattie esantematiche, manifestare sintomi più severi e debilitanti.
La MMPB è stata descritta per la prima volta nel 1957 in Nuova Zelanda.

## Eziologia
La malattia mano-piede-bocca è causata dagli enterovirus Coxsackievirus A16 (l'agente eziologico predominante) e enterovirus 71.
I virus sono presenti in vari fluidi corporei (principalmente saliva, muco e urine) e può essere trasmessa per contatto diretto e per via oro-fecale.

## Clinica
La patologia ha un periodo di incubazione tipico di 3-7 giorni. I sintomi principali sono la presenza di vescicole e bollicine in prossimità della bocca, su dorso e palmo delle mani e sulle piante dei piedi. In alcuni casi, tali vescicole esitano in piccole ulcerazioni e, quando interessano la matrice ungueale, danno luogo a piccole malformazioni dell'unghia che compaiono nel giro di alcune settimane e si risolvono con la crescita dell'unghia. I sintomi prodromici includono mal di gola, febbre e stanchezza, mentre più rara è la comparsa di mal di testa e vomito. Segue l'esfoliazione della pelle colpita con un ritorno alla completa normalità, senza lasciare cicatrici, nell'arco di 30-40 gg. In alcuni casi è possibile la caduta delle unghie.

## Complicazioni
Tra le complicazioni della malattia rientrano disidratazione, meningite, paralisi, edema cerebrale, orchite.
L'infezione da enterovirus 71 sembra presenti un maggior numero di complicanze rispetto a quella da coxsackie virus.

## Diagnosi
La diagnosi di conferma si basa sulla coltura cellulare, sull'isolamento e l'identificazione del virus. Sono state sviluppate moderne tecniche molecolari, che prevedono il prelievo di tamponi dalla gola, dalla vescicole e dal retto e l'identificazione del virus tramite PCR e micro array.

## Terapia
La malattia è sostanzialmente innocua, e il decorso dura qualche giorno. Solitamente non si intraprende nessuna terapia, se non per il sollievo dei sintomi. In caso di febbre elevata può rendersi necessario l'uso di paracetamolo. Se il prurito o fastidio a mani e piedi è elevato viene solitamente prescritto un antistaminico.

## Prevenzione
Non esiste ancora un vaccino per proteggere dall'infezione del virus che causa la MMPB, ma questi vaccini sono in via di sviluppo. Dato che la MMPB è molto contagiosa e trasmessa attraverso secrezioni oro-faringee come saliva o muco nasale attraverso il contatto diretto o attraverso la via oro-fecale, le misure preventive includono l'evitare il contatto diretto con individui infetti, la corretta igiene degli utensili condivisi, disinfettare le superfici contaminate e una corretta igiene delle mani. Queste misure si sono dimostrate efficaci nel decremento della trasmissione del virus responsabile della MMPB. Alcune persone, soprattutto adulti, sono in grado di trasmettere il virus pur non manifestando alcun sintomo della malattia.
Per la prevenzione di questa malattia si consiglia fare campagne di informazione e di sensibilizzazione sulla corretta igiene e le strategie nazionali in materia di educazione sanitaria per promuovere la salute individuale e pubblica in cooperazione con i ministeri della salute e dell'istruzione e realizzare campagne educative per ridurre la diffusione della malattia in particolare nelle persone di età a rischio.
Queste campagne devono suggerire le buone abitudini di igiene personale (lavaggio frequente), l'evitamento di succhiarsi il pollice o il mangiare le unghie, l'aumento della responsabilità nei problemi di igiene e salute nella scuola e negli asilo nido.